# Kirnberg (Penzberg)
Kirnberg ist ein Gemeindeteil der  Stadt Penzberg im oberbayerischen Landkreis Weilheim-Schongau. Das Dorf liegt circa zwei Kilometer nordwestlich vom Penzberger Stadtkern.
Ursprünglich war der Kirnberghof eine Einöde. Diesen Hof verkaufte Albero von Pruckberg 1295 an das Münchener Angerkloster, in dessen Besitz er bis zur Säkularisation 1803 blieb. Im Ortsverzeichnis von 1925 ist Kirnberg wegen der Ansiedlung einiger Arbeiter erstmals als Weiler statt als Einöde geführt, 1950 folgte schließlich die Einordnung als Dorf. Ab 1966 wurde in Kirnberg ein Industriegebiet errichtet, um Arbeitsplätze für die Arbeiter des im selben Jahr schließenden Bergwerks zu bieten. Unter anderem entstanden große Produktionshallen zur Fertigung von Omnibussen durch MAN (bis 2020 genutzt durch Hörmann Automotive Penzberg). Dabei wurde auch der namensgebende Hügel in seinem östlichen Bereich zum neuen Firmengelände abgetragen.
Bis 1935 gehörte Kirnberg zur römisch-katholischen Pfarrei Antdorf und seitdem zur Pfarrei Penzberg.
Der Kirnberger Hof steht heute am westlichen Ende des Dorfes. Das Anwesen und der ursprünglich dazugehörende Getreidekasten (heute Gasthaus) stehen jeweils unter Denkmalschutz. Siehe Liste der Baudenkmäler in Kirnberg

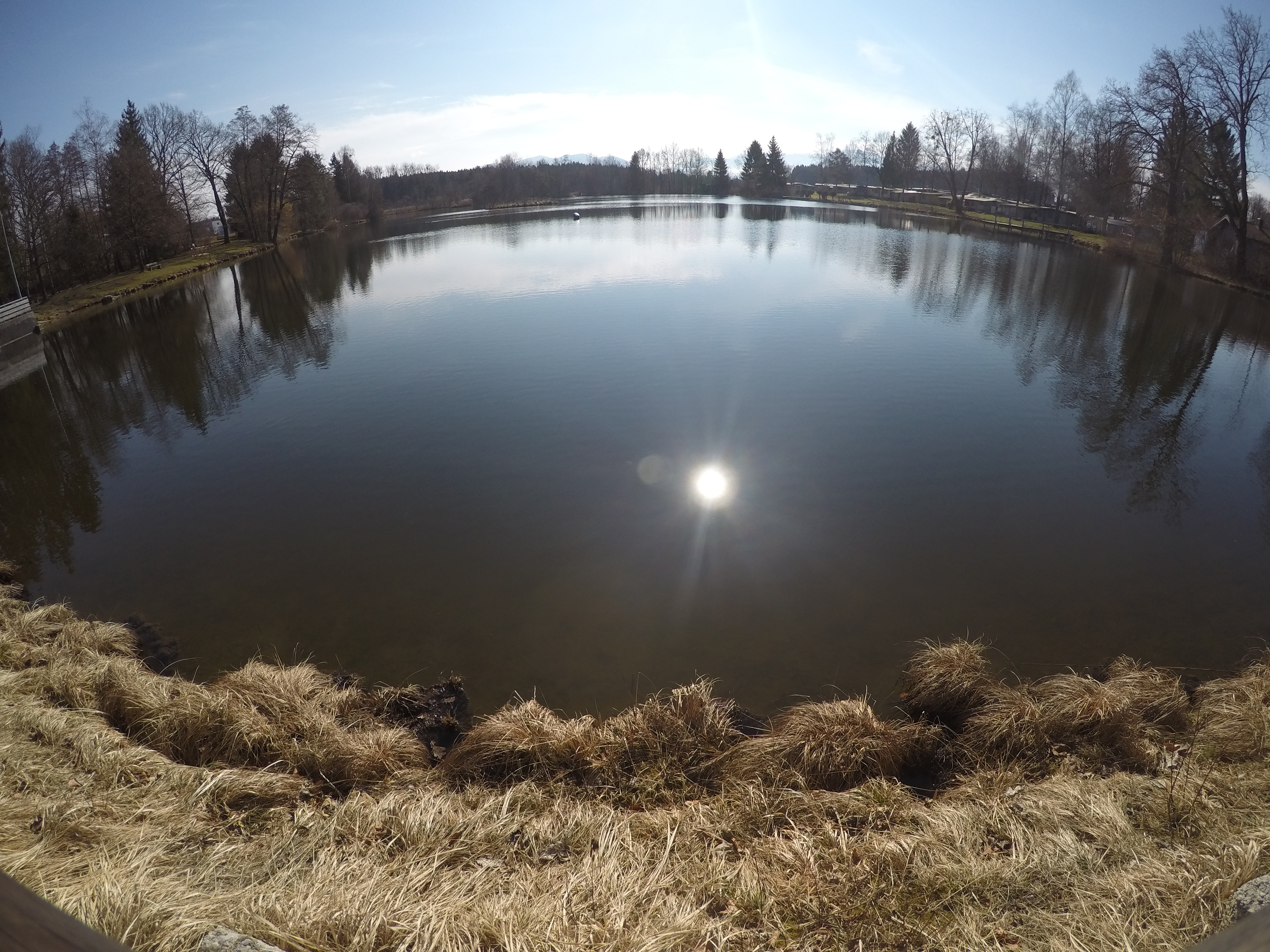
Kirnbergsee

Nach dem Kirnberghof ist der etwa 170 Meter südlich gelegene Kirnbergsee benannt.
| Jahr | Einwohner | Gebäude (ab 1885 nur Wohngebäude) |
| ---- | --------- | --------------------------------- |
| 1818 | 7         | 1                                 |
| 1825 | 12        | 1                                 |
| 1861 | 8         | 2                                 |
| 1871 | 8         | 4                                 |
| 1885 | 2         | 1                                 |
| 1900 | 4         | 1                                 |
| 1925 | 31        | 7                                 |
| 1950 | 125       | 13                                |
| 1961 | 117       | 19                                |
| 1966 | 133       |                                   |
| 1970 | 106       |                                   |
| 1987 | 119       | 33                                |